# 伊洛夫利亚
伊洛夫利亚（羅馬化：Ilovlya）是俄罗斯伏尔加格勒州的市级镇、伊洛夫利亚区行政中心，位于顿河支流伊洛夫利亚河畔，在州府伏尔加格勒西北方。
该地2021年人口有11,024人；2010年人口11,255；2002年人口11,904；1989年人口10,295。